# Aide sociale en Belgique
Pour les articles homonymes, voir Aide sociale.
L'aide sociale en Belgique peut recevoir deux sens différents. 
D'une part, l'aide sociale au sens large, qui englobe toutes les formes d'aides prodiguées par les centres publics d'action sociales (CPAS). Cette aide sociale au sens large comporte le revenu d'intégration mais également l'aide sociale au sens strict.
D'autre part, il peut également s'agir de l'aide sociale au sens strict, c'est-à-dire l'aide prodiguée par les CPAS dans le cadre de la loi du 8 juillet 1976 organique des CPAS.

## L'aide sociale au sens strict
L'aide sociale au sens strict est organisée par la loi du 8 juillet 1976 organique des CPAS.
Elle vise à permettre à toute personne vivant sur le territoire belge de mener une vie conforme à la dignité humaine.

## Aide médicale (urgente)
Cette même aide sociale couvre aussi "l'aide médicale (urgente)".
Cette aide médicale urgente s’applique uniquement aux personnes en séjour illégal c’est-à-dire
celles qui ne disposent d’aucune autorisation de séjour, même temporaire, qui ne sont dans
aucune procédure de recours suspensive et/ou les étrangers dont l’ordre de quitter le
territoire est arrivé à échéance. Par exemple les demandeurs d’asile déboutés, les clandestins, les déboutés dans le cadre de regroupement familial, les déboutés dans la procédure des victimes de la traite humaine, …
L’aide médicale urgente figure dans la loi organique des CPAS (Centre Public d'Action Sociale) du 8.7.1976, art. 57 §2 et est concrétisée dans l’A.R. du 12.12.1996 ainsi que par différentes circulaires qui clarifient certains points de la loi.
Il subsiste cependant des points obscurs surtout en ce qui concerne les compétences du CPAS.
(Pour plus d'informations, voir le site du Ministère de l'Intégration Sociale.
Ce type d’aide médicale urgente est à distinguer du service des urgences « 100 » qui lui dépend d’un fonds pour soins médicaux urgents, mais applicable uniquement aux soins donnés
immédiatement et non aux soins ultérieurs (exemple ôter un plâtre).
Il ne s'agit pas ici nécessairement, et contrairement à ce que le terme "aide médicale urgente" laisse supposer, d'une médecine d'urgence dispensée dans les hôpitaux lors d'une intervention ponctuelle et immédiate ou uniquement lorsque la vie du patient est en danger.
Dans le cadre de l'aide médicale urgente pour les personnes en séjour illégal, on inclut également toute aide nécessaire afin d'éviter toute situation médicale à risque pour la personne et son entourage.